# Croix de procession de Cast
La croix de procession de Cast est une croix de procession en argent datant du XVIIe siècle, rattachée à l'église saint-Jérôme de Cast, en Cast (Finistère). Proche des croix de procession finistériennes, elle est classée au titre objet des monuments historiques depuis le 7 septembre 1931.

## Description et style
La croix, en argent massif sur une âme en bois, fait 1,05 mètre de haut (hors hampe) pour 0,64 mètre d'envergure. Le Christ en croix, la Vierge et saint Jean sont en repoussé-ciselé. Le Christ regarde vers le ciel. La Vierge et l'Apôtre, (qui porte en main un livre) ne regardent pas le crucifié mais les spectateurs. Leurs nimbes sont soudés à la traverse de la croix. Les boules sont clouées sur les branches. Elles présentent, sur un hémisphère des feuilles d'acanthe ciselées que l'on retrouve également sur les parties hautes et basses du nœud. Le titulus est un cartouche baroque au lieu de l’habituel parchemin. Au dos est placée une Vierge à l'enfant.
La croix de procession de Cast présente des analogies avec d'autres croix de procession : celles de Carantec, de Trégunc, de Pleyber-Christ et de Guengat sont mentionnées sur la base Palissy. Yves-Pascal Castel fait un rapprochement entre la croix de Cast de celles de Plougoulm, Saint-Sauveur et en particulier celle de Lanneuffret. 
Pour Castel, la croix de Cast se rapproche des croix de procession finistériennes sans pour autant la rattacher à ce style du fait de différences : plus classique, la croix présente des personnages qui s'inspirent davantage de l'orfèvrerie française de l'époque ; sur le nœud, les habituels Apôtres sont remplacés par des chérubins.

## Historique
Son auteur est inconnu, faute de poinçons permettant l'attribution. Ceux-ci ont été effacés par les nombreuses restaurations qu'a connues la croix, souvent malmenée lors des processions et des pardons, ou parce qu'entreposée contre un mur (gauchissement, chutes).
En 1967, la croix est en mauvais état. Les branches et les boules présentent de nombreuses reprises visibles, la Vierge est renforcée par deux pièces de métal. Une restauration non documentée est effectuée à Paris en 1999. Une nouvelle restauration est effectuée en 2015 à Rennes par Christophe Évellin, qui retire des éléments de renfort en laiton soudés à l'étain, débosselle les boules qu'il renforce, recrée les cloches et le titulus baroque, ce dernier ayant été remplacé.